# Taraxacum podkumokense
Taraxacum podkumokense là một loài thực vật có hoa trong họ Cúc. Loài này được Galushko miêu tả khoa học đầu tiên năm 1971.